# Lijst van rivieren in Liechtenstein

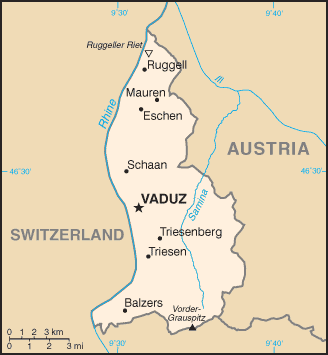
Kaart van Liechtenstein met rivieren.

Door het grondgebied van Liechtenstein stromen de volgende rivieren.
- Rijn, die uiteindelijk uitmondt in de Noordzee. De rivier markeert de grens tussen Liechtenstein en Zwitersland.
- Samina, een zijriver die in Oostenrijk met de  Ill samenvloeit. De bronnen van de Samina bevinden zich in Liechtenstein.